# Dimitris Korjalas
Dimitris Korjalas (gr. Δημήτρης Κοργιαλάς; ur. 3 sierpnia 1971 w Nafpaktos) – grecki piosenkarz rockowy.
W 1986 założył zespół muzyczny grający muzykę nowej fali. Profesjonalną karierę muzyczną rozpoczął po poznaniu instrumentalisty Nikosa Ziogali. Wydał sześć albumów studyjnych: Pros ta ekso (1998), Peta psichi mu (2000), As’ ta diskola se mena (2003), I mera fewji (2005), Ta kutia ine kufa (2008) i Etsi ine i agapi (2009), nagrany z Evridiki. Dla piosenki nagrał utwór „Comme çi, comme ça”, z którym w 2007 wspólnie reprezentowali Cypru w 52. Konkursie Piosenki Eurowizji.
Laureat dwóch Video Music Awards.

## Dyskografia
Albumy studyjne
- Pros ta ekso (1998)
- Peta psichi mu (2000)
- As’ ta diskola se mena (2003)
- I mera fewji (2005)
- Ta kutia ine kufa (2008)
- Etsi ine i agapi (2009; z Evridiki)